# Ананьева, Любовь Ивановна
Любовь Ивановна Ананьева — советский хозяйственный, государственный и политический деятель, Герой Социалистического Труда.

## Биография
Родилась в 1913 году в селе Глухово. Член ВКП(б).
С 1929 года — на хозяйственной, общественной и политической работе. В 1929-19 гг. — ученица школы фабрично-заводского ученичества имени Свердлова, ватерщица, прядильщица Новогребенной фабрики, инструктор производственного обучения и начальник смены Глуховского хлопчатобумажного комбината.
Указом Президиума Верховного Совета СССР от 7 марта 1960 года присвоено звание Героя Социалистического Труда с вручением ордена Ленина и золотой медали «Серп и Молот».
Избиралась депутатом Совета Союза Верховного Совета СССР 3-го, 4-го и 5-го созывов от Московской области.
Летом 1957 года в составе делегации Верховного Совета СССР посетила КНДР.
Умерла в 1996 году в Ногинске.